# Mossul-Frage

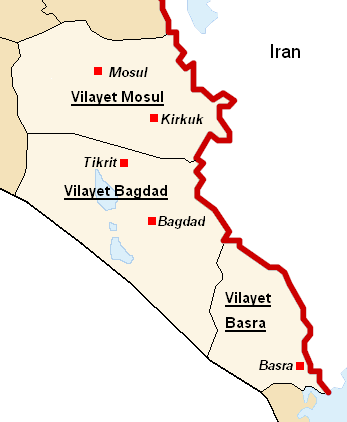
Lage des Vilâyets Mossul

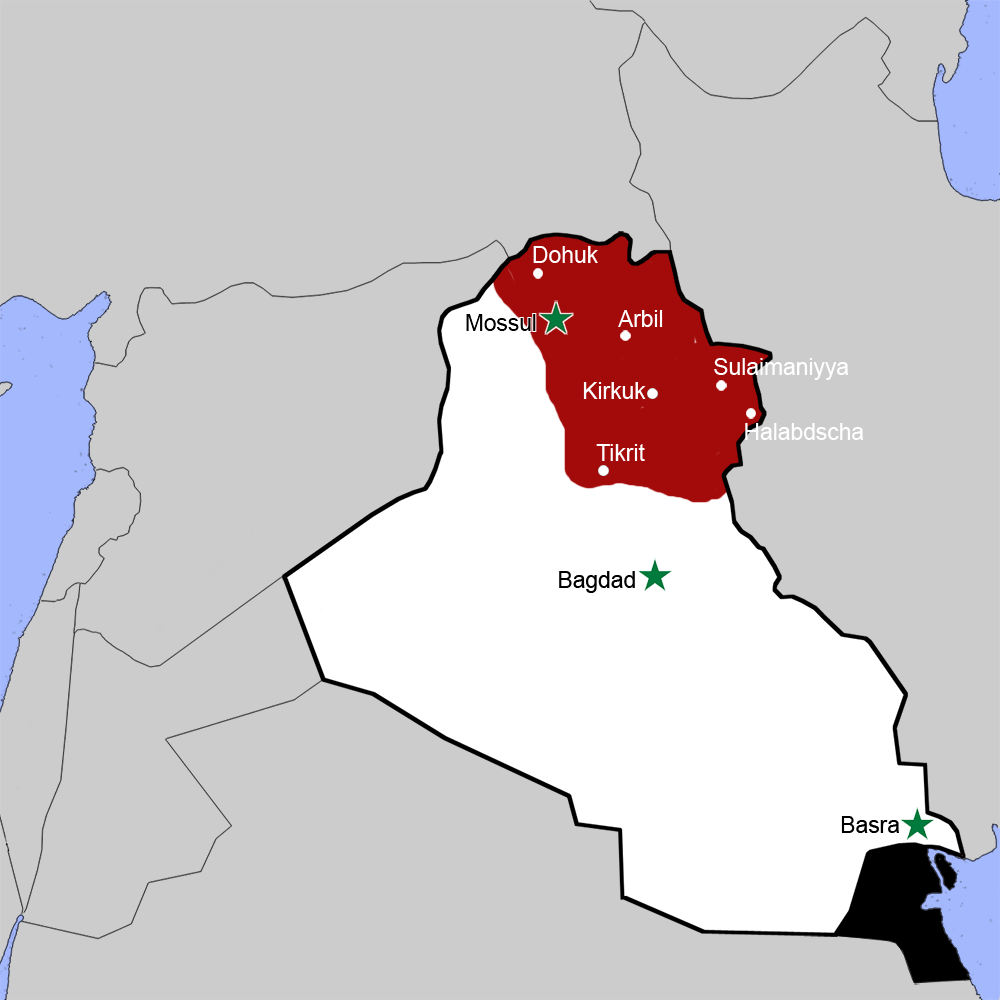
Das umstrittene Mossul-Gebiet war nicht völlig deckungsgleich mit dem früheren Vilayet. Westlich des Wadi Tharthar gelegene Gebiete gehörten nicht dazu.

Als Mossul-Frage wurde das Problem des völkerrechtlichen Status des ehemaligen osmanischen Vilâyet Mossul nach dem Ersten Weltkrieg bezeichnet.
Mossul und dessen Umland erregte wegen seiner Erdölvorkommen das Interesse Großbritanniens, Frankreichs, Deutschlands und der USA. Das Gebiet wurde im Rahmen des Sykes-Picot-Abkommen von 1916 Frankreich zugesprochen. Auf der Konferenz von Sanremo von 1920 überließ Frankreich das Gebiet Großbritannien, das dann Frankreichs Interessen im Nahen Osten unterstützte.

## Waffenstillstand von Mudros und Ali İhsan Paşa (Sabis)
Der Waffenstillstand von Mudros erlaubte der Entente, im Falle einer Bedrohung der alliierten Sicherheit „jeden strategischen Punkt“ zu erobern. Ali İhsan Pascha (Sabis) räumte nach einem Ultimatum des britischen Oberbefehlshabers in Mesopotamien, William Marshall, auf Befehl aus İstanbul Mossul. Die britischen Soldaten marschierten daraufhin Anfang November 1918 ohne jeden Widerstand dort ein. Auf denselben Befehl hin sollte Mustafa Kemal Pascha Adana und Hatay (siehe auch Staat Hatay) räumen. Er verweigerte dies in einem Telegramm an das Kriegsministerium mit der Begründung, der Befehl sei illegal. Als der Kriegsminister ihn suspendierte und zurück zum Stützpunkt beorderte, verteilte er seine Waffen an das Volk, damit sie nicht in die Hände der Feinde fielen. Einige Waffen wurden der Teşkilât-ı Mahsusa an die Ostfront gebracht.

## Konferenz von Lausanne
Auf der Konferenz von Lausanne führte die Türkei zwei Gründe an, warum Mossul bei der Türkei verbleiben solle. Erstens: Als am 30. Oktober 1918 der Waffenstillstand von Mudros unterzeichnet wurde, war Mossul unter der Kontrolle der türkischen Armee und innerhalb der nationalen Grenzen. Zweitens: Die Bevölkerung der Gebiete von Mossul und Sulaimaniyya bestünde mehrheitlich aus Türken. Großbritannien legte Widerspruch dagegen ein, denn faktisch war die Bevölkerung der Region mehrheitlich kurdisch. So wurde laut dem dritten Artikel des Vertrages von Lausanne eine türkisch-britische Kommission eingerichtet, die dieses Problem innerhalb von neun Monaten lösen sollte.
Bei der Verhandlung von Lausanne legte die türkische Kommission unter Ismet Inönü folgende Bevölkerungsstatistiken vor:
| Sandschak        | Kurden  | Türken  | Araber | Juden  | Nichtmoslems | Gesamt  |
| ---------------- | ------- | ------- | ------ | ------ | ------------ | ------- |
| Sulaimaniyya     | 62.830  | 32.960  | 7.210  | –      | –            | 103.000 |
| Kirkuk           | 97.000  | 79.000  | 8.000  | –      | –            | 184.000 |
| Mossul           | 104.000 | 35.000  | 28.000 | 18.000 | 31.000       | 216.000 |
| Gesamtes Vilâyet | 263.830 | 146.960 | 43.210 | 18.000 | 31.000       | 503.000 |

Die Briten unter Lord Curzon dagegen legten diese Zahlen vor, nach denen die Türken nur 1/12 der Bevölkerung ausmachen sollten.
| Ethnie   | Zahl    | Prozent |
| -------- | ------- | ------- |
| Araber   | 185.763 | 23,65   |
| Kurden   | 427.720 | 54,45   |
| Türken   | 65.895  | 8,39    |
| Christen | 62.225  | 7,92    |
| Juden    | 16.865  | 2,15    |
| Jesiden  | 30.000  | 3,82    |
| Gesamt   | 785.468 |         |

Die irakische Regierung (1922–1924) legte folgende Zahlen vor:
| Ethnie   | Zahl      | Prozent |
| -------- | --------- | ------- |
| Araber   | 166.941   | 16,29   |
| Kurden   | 720.007   | 70,24   |
| Türken   | 38.652    | 3,77    |
| Christen | 61.336    | 5,98    |
| Juden    | 11.897    | 1,16    |
| Jesiden  | 26.257    | 2,56    |
| Gesamt   | 1.025.090 | 100     |

## Die Konferenz am Goldenen Horn und Ali Fethi Bey (Okyar)
Die ersten Gespräche begannen auf der Konferenz am Goldenen Horn am 19. Mai 1924. Es wurde jedoch keine Einigkeit erzielt. Die Türkei bestand darauf, dass die Gebiete Mossul und Sulaimaniyya innerhalb ihrer Grenzen bleiben müssten. Großbritannien lehnte diese Forderung ab und erhob darüber hinaus Anspruch auf das Gebiet Hakkari.
Die Istanbulkonferenz endete ergebnislos, und die Beziehungen zwischen der Türkei und Großbritannien wurden gespannter, weil es an der Grenze zum britischen Mandat Mesopotamien (heute Irak) zu Unruhen kam. Deswegen einigten sich beide Seiten, das Problem laut Vertrag von Lausanne vor den Völkerbund zu bringen. Trotzdem war die Türkei mit dieser Einigung unzufrieden, denn sie war kein Mitglied des Völkerbundes, und Großbritannien war im Völkerbund einflussreich.

## Das geplante Mossul-Manöver und Cafer Tayyar Paşa (Eğilmez)
1924 plante Mustafa Kemal, Mossul zu besetzen und die Briten aus dem Gebiet zu vertreiben. Die Griechen, die von den Briten unterstützt wurden, flohen aus Anatolien und ließen 150–200.000 Soldaten und 70 % ihrer Waffen zurück. Die Regierung David Lloyd George musste wegen der Chanakkrise in Großbritannien zurücktreten, allerdings unterließ die Türkei nach eindringlichen Drohungen der Briten eine Invasion, zugleich brachte die nationalistische Politik der Türkei die Minderheiten in Anatolien dazu, Aufstände zu organisieren, erst den Nestorianer-Aufstand, dann den Scheich-Said-Aufstand. Mustafa Kemal erkannte angesichts der Umstände im eigenen Land und der britischen Übermacht mit 140.000 Soldaten im Irak, dass seine erschöpften Truppen kaum eine Chance haben würden.

## Die Entscheidung des Völkerbundes
Aufgrund dieser Hindernisse musste die Türkei die Rolle des Völkerbundes akzeptieren. Der nahm sich des Themas im September 1924 an. Die Türkei schlug ein Plebiszit in den Regionen Mossul und Sulaimaniyya vor. Dies lehnte Großbritannien ab. Der Völkerbund richtete eine Kommission ein, die sich mit dem Thema befasste. Die Untersuchungskommission legte ihren Bericht im September 1925 vor. Die Kommission stellte darin fest, dass die Bevölkerung Mossuls keiner Seite beitreten und unabhängig sein wolle. Trotz dieser Erkenntnisse machte die Untersuchungskommission folgende Vorschläge:
1. Die Brüsseler Linie soll als Grenze anerkannt werden.
2. Da die Mehrheit der Bevölkerung Mossuls Kurden sind, wird Mossul an den Irak angeschlossen, aber mit der Türkei sollen Wirtschaftsabkommen vereinbart werden. Wenn das Mandat 1928 abläuft, wird diese Phase um 25 Jahre verlängert, aber die Kurden sollen Autonomie und kulturelle Rechte erhalten.
3. Wenn diese zwei Punkte nicht eingehalten werden, wird das Vilâyet Mossul der Türkei zurückgegeben werden.

Die Versammlung des Völkerbundes akzeptierte den Vorschlag der Kommission. Diese Entscheidung führte in der Türkei zu Protesten. Dies ging so weit, dass zwischen der Türkei und Großbritannien Kriegsstimmung herrschte.
Doch dank Atatürks realistischer Einschätzung beruhigte sich die Lage, denn das Land hatte erst vor kurzem im Krieg gestanden, und die daraus entstandenen wirtschaftlichen und sozialen Probleme mussten erst gelöst werden. Außerdem hatte die Türkei innere und äußere Probleme.
Die äußeren Probleme waren, dass europäisch-christliche Staaten die Verhandlungen um Mossul leiteten. Dies isolierte die Türkei. So unterschrieb die Türkei mit der Sowjetunion in Paris einen Nichtangriffspakt. Ziel war, Verbündete zu finden. Die inneren Probleme waren Aufstände, die durch die Briten organisiert wurden. Deshalb akzeptierte die Türkei die Entscheidung des Völkerbundes und unterzeichnete am 5. Juni 1926 in Ankara mit Großbritannien einen Vertrag, der die Türkisch-Irakische Grenze regelte und die Mossul-Frage beendete.
1. Die Grenze sollte die in Brüssel festgelegte Brüsseler Linie sein, aber zugunsten der Türkei geringfügig modifiziert werden.
2. Nach Artikel 14 des Vertrages erhält die Turkish Petroleum Company 10 % der Erdöleinnahmen für die nächsten 25 Jahre. Auf dieses Recht verzichtete die Türkei später gegen Zahlung von 500.000 englischen Pfund in Gold.

## Türkisch-Britische Beziehungen
Trotz der Übereinkunft von 1926 in der Mossulangelegenheit normalisierten sich die türkisch-britischen Beziehungen nicht.
Die Türkei fühlte sich um den ihrer Meinung nach bestehenden Herrschaftsanspruch betrogen. Darüber hinaus verlor sie durch den von ihr eingeführten türkischen Nationalismus, den sie konsequent allen muslimischen Bevölkerungsgruppen aufzwang, und die Unterdrückung der christlichen Minderheiten endgültig jede Unterstützung der assyrischen und kurdischen Bevölkerung in der Mossul-Region.
Endlich besuchte 1929 die Mittelmeerflotte der Briten İstanbul. Dieser Besuch war der erste Schritt, um die türkisch-britischen Beziehungen voranzubringen. Admiral Field ging nach Ankara, um dort mit Atatürk und anderen wichtigen Politikern zusammenzukommen, und weichte so die verhärteten Beziehungen auf. Kurz nach diesem Besuch kam auch der Vizeaußenminister der Sowjetunion, Lew Karachan, nach Ankara, weil die Sowjetunion wegen der Annäherung zwischen der Türkei und Großbritannien beunruhigt war.

## Filme
- Kaan Girgin: „Miras“ (Erbe) (2008, Türkei)

### Dokumente des Internationalen Gerichtshofs
- Interpretation of Article 3‚ Paragraph 2‚ of the Treaty of Lausanne – Frontier between Turkey and Iraq (Advisory Opinion of 21 November 1925) (PDF; 2,74 MB; englisch, französisch)
- Interpretation of Article 3‚ Paragraph 2‚ of the Treaty of Lausanne – Frontier between Turkey and Iraq (Annex) (PDF; 132 kB; englisch, französisch)